# Le Pique-nique des orphelins
Le Pique-nique des orphelins (The Beet Queen, La Reine de la betterave), publié en 1986, est le second roman de l'écrivaine américaine Louise Erdrich, dans une seconde traduction, cette fois intégrale.

## Résumé
Le roman tient de la chronique familiale et accompagne une dizaine de personnages de 1932 à 1972, principalement dans le Dakota du Nord : la petite ville d'Argus, une réserve indienne chippewa (Ojibwés), et Fargo.

## Personnages
- Adelaide Adare, résidant à Prairie Lake
  - Karl Adare (1918-),
  - Mary (1921-),
  - X (1932-), devenu Jude Miller,
- M. Ober, visiteur occasionnel d'Adelaide, bienfaiteur-protecteur, et père de ses enfants, décédé en 1932 (ou 1931),
- Grand Omar, aviateur de fête foraine, second compagnon d'Adelaide,
- Frantzie, sœur d'Adelaïde, épouse de Pete Kozka (boucher, oncle Pete), tenancière de la Boucherie Kozka,
  - Sita Kozka (1920-), enfant unique de Frantzie et Pete, blonde, sensible, fragile, minceur soignée, épouse du restaurateur Jimmy Bohl, puis du scientifique Louis Tappe
- Regina Kashpaw, indienne chippewa, grande, francophone,
  - Isabel Kashpaw, morte en 1983, après un mariage sioux,
  - Russell Kashpaw, héros de deux guerres en Corée, recousu, secrètement amoureux de Sita,
  - Célestine James (1920- sans doute), dont le père Dutch James est mort dans la chambre froide des Kozka,
    - Wallacette Darlène Dot, née le 18/01/1954, dont le père est le grand absent Karl Adare,
- Eli Kashpaw, cousin de Célestine et Russell, bienveillant, fils de tante Fleur Pillager,
- Ron Lovchik, agent de police à Argus,
- Wallace Pfef, promoteur de la betterave à Argus, voisin de Célestine,
- Giles Saint Ambrose, compagnon de train de Karl en 1932,
- Madame Shumwai, un temps institutrice de Dot,
- Madame Waldvogel, cannibale à dentier, compagne d'une nuit de Sita à l'hospice...

## Intrigue
Chaque personnage, à certaine époque, se charge de présenter son point de vue sur l'évolution de la situation (dans la famille principalement).
En 1932, à la mort du bienfaiteur et supérieur Ober, la rousse Adelaide doit quitter son logement, avec ses deux enfants, Karl (14 ans) et Mary (11 ans), et enceinte. Après une petite location, elle accouche puis se rend à la fête foraine, le pique-nique des orphelins. Là, elle cède à une invitation d'un bonimenteur à un voyage en avion, et elle disparaît en biplan. Les deux enfants, sans argent, avec pour tout bien une supposée boîte à bijoux, se font également enlever leur jeune frère, recueilli par le couple Catherine et Martin Miller, qui le prénomme en hommage au patron des causes perdues.
Ils prennent clandestinement le train pour rejoindre tante Frentzie. Sur place, Karl tombe en extase devant un arbuste, abandonne sa sœur, et reprend le train. Après une brève scène amoureuse, il quitte le train en marche, est recueilli et soigné (pied cassé et pneumonie) par une colporteuse indienne des fermes le long de la voie ferrée, Fleur, qui finit par le remettre aux religieuses de sa réserve.
Mary est recueillie par Frantzie et Pete Kozka. Sita est obligé de partager sa chambre, ses vieux vêtements, son diamant de vache, sa classe,et surtout sa meilleure amie, Célestine.
Son premier exploit scolaire est de descendre un toboggan verglacé tête en avant, de s'écraser le visage dans la glace, où apparaît la figure d'un jeune homme (Karl et/ou le Christ).
Le seul courrier revendiqué est une fausse lettre à Adelaide pour lui annoncer que ses trois enfants sont morts.
Vers 1950, Frantzie étant tombée malade, les Kozka liassent la boutique à Mary (initiée par sa tante à la comptabilité) et Célestine.
Sita préfère rejoindre la grande ville, Frago, pour y devenir mannequin et vendeuse, chez De Lendrecies, Broadway Street.
Elle y reçoit une lettre de Mme Miller, qui informe que Jude va être ordonné diacre (pour devenir ensuite prêtre ou pasteur) à Minneapolis. 
Karl l'a également croisé quelques années plus tôt.
Le mariage de Sita et Jimmy (patron de la Dunette) commence de manière rude, avec enlèvement par les cousins, déposition du colis dans un débit de boisson de la réserve indienne (où elle croise à nouveau Russell).
Karl, devenu colporteur, vendeur à la sauvette, représentant de commerce, de couteaux et ciseaux, ou de toute nouveauté technologique, s'impose parfois, quand il a retrouvé Mary, auprès de Célestine, à qui il fait un enfant, et qu'elle accepte tardivement d'épouser pour la forme, avec comme seule condition qu'il disparaisse. Quitte à ce qu'il envoie un cadeau chaque année, et que Dot fantasme ce père absent, jusqu'à une première (et/ou dernière) rencontre en 1965.
Mary, Célestine et Russell sauvent la soirée d'inauguration du restaurant Chez Sita, enfin divorcée et séparée de Jimmy.
Elle y rencontre le scientifique Louis, venu enquêter sur la qualité de l'alimentation.
Wallace, lors d'une foire agricole, rencontre Karl, qui fait la promotion d'un semoir à air. Wallace grâce à cela devient le promoteur de la betterave, qui va révolutionner la région d'Argus. Il fournit également à Karl l'adresse de Mary. Il recueille, une soirée de congères de début 1954, Célestine, qu'il assiste pour son accouchement, chez lui, d'où le premier prénom de Dot et la proximité avec elle.
Dans les années 1960, la Boucherie Kozka, devenue La Maison des Viandes, fonctionne bien, mais subit déjà le progrès d'Argus, dû au succès de la betterave (emploi, enrichissement, concurrence des supermarchés).
Dot est, comme sa mère, rustique, solide, mais aussi égoïste, exigeante, gourmande, boulotte, et dominatrice, en classe, comme un loup dans un parc à moutons. En témoigne un spectacle théâtral de fin d'année, où elle joue le rôle de Saint Joseph.
De son côté, Sita, mutique, psychiatrisée, est enfermée une seule nuit en chambre partagée, avant de cesser d'être muette.
Mary aura été, dans son enfance, la plus à même de provoquer ses dépressions nerveuses.
Le 18/01/1965, Wallace organise chez lui une remarquable (et terrifiante) fête d'anniversaire de Dot.
La dernière partie, datée de 1972, est l'apothéose de Wallacette Marlène Dot en reine de la betterave.
Wallace a tout organisé, arrangé, manipulé. Toute la famille est invitée à ce second pique-nique des orphelins, avec cavalcade, défilé, dont celui du héros très décoré (Russell), présence de Sita passagère bloquée dans la fourgonnette de la boucherie, du passager (père Jude Miller), du visiteur Karl Adare, baptême de l'air...

## Éditions
- The Beet Queen (1986) Publié en français sous le titre La Branche cassée, traduction tronquée par Marianne Véron, Paris, Robert Laffont, coll. « Pavillons », 1988 Publié en français sous le titre Le Pique-nique des orphelins, traduction intégrale par Isabelle Reinharez, Paris, Albin Michel, 2016 (ISBN 978-2-226-31944-9)

## Réception francophone
La première version, tronquée, sans doute pour les brefs passages sexuels[réf. nécessaire], a été vite oubliée,.
Pour Le Monde en 2016, ce roman choral est la chronique d'un abandon.